# Elle Decoration
Elle Décoration — сучасний щомісячний журнал для дому, який демонструє надихаючі інтер'єри та пропонує своїм читачам безліч креативних ідей і досвіду дизайну, на які можна спиратися. Він видається за ліцензією Lagardère Group на міжнародних ринках в рамках ліцензійних видавничих відносин. Походить від щотижневого журналу Elle, та публікується з 1987 року на 25 мовах.

## Історія
Вранці 18 квітня 2018 року Арно Лаґардер повідомив журналу та своїй команді, що він вважає за краще продати їх тому, хто запропонує найбільшу ціну. Очікувано Даніелю Кретинському, чеському мільярдеру, який заробив свій стан в енергетиці до того, як потрапив у пресу. 
У рамках своєї стратегічної переорієнтації на Lagardère Publishing і Lagardère Travel Retail 14 лютого 2019 року Lagardère Group завершила продаж більшості своїх видань у Франції чеській компанії Czech Media Invest (CMI), в тому числі Elle та його версій, серед яких Elle Decoration. Угода передбачає ексклюзивні ліцензії для Франції на бренд Elle на користь CMI. Група Lagardère залишається власником бренду Elle у Франції та за кордоном. CMI отримали Lagardère Publicité, яке згодом було перейменовано в CMI France, а видання, що не ввійшли в угоду, після продажу активів (преси, телебачення) були згруповані в новий підрозділ під назвою Lagardère News.